# جوسلين دخلية
جوسلين دخليّة (مواليد 1959) مؤرخة وعالمة أنثروبولوجيا فرنسية، مديرة الدراسات في مدرسة الدراسات العليا للعلوم الاجتماعية، ويتعلق عملها بشكل أساسي بالتاريخ السياسي والثقافي للإسلام في بلدان المغرب العربي المطلة على البحر الأبيض المتوسط.
ولدت جوسلين لأم فرنسية وأب تونسي في بورغ أون بريس ونشأت في تونس. بعد دراسة التاريخ في المدرسة العليا للأساتذة في فونتيناي أو روز ، تخصصت في التاريخ الأنثروبولوجي للمغرب العربي، وحصلت على الدكتوراه في مدرسة الدراسات العليا للعلوم الاجتماعية (EHESS) التي انضمت إليها عام 1990، وأصبحت فيما بعد مديرة للدراسات. وهي عضو في المجلس العلمي لمعهد الدراسات الإسلامية، وقامت بتنسيق دراسات حول الإبداع الفني في الدول الإسلامية. منذ عام 1990، نشرت العديد من الكتب والمقالات حول التطورات في البلاد الإسلامية، وقامت بدراسة آثار الثورة التونسية .
وهي عضو في لجنة اليونسكو الفرنسية وعضو مجلس إدارة متحف الحضارات الأوروبية والمتوسطية.